# Katedrala sv. Petra i Pavla u Paramaribu
Katedrala sv. Petra i Pavla u Paramaribu je glavno svetište Katoličke Crkve u Surinamu.  
Katedrala se nalazi u samom središtu Paramariba, a sagrađena je između 1883. – 1885. prema projektu Nizozemca Fransa Harmesa. Zgrada je u cijelosti izrađena od drveta te je najveća drvena crkva u Južnoj Americi. Građena je po uzoru na crkvu redemptorista u Roosendaalu. Vanjska fasada obojana je žuto i sivo. Unutrašnjost je obložena cedrovinom. U katedrali je grob Petra Dondersa - nizozemskoga misionara u Gvajani.
Sadašnja katedrala je sagrađena oko postojeće crkve, koja je djelomično uništena 1882. Na tom mjestu prethodno je bilo kazalište "De Verreezne Phoenix". Kamen temeljac nove crkve postavljen je 30. siječnja 1883. Ostatci prethodne crkve služili su za izradu skele, a u potpunosti je srušena pred posvetu novosagrađene katedrale. 
Od 1977. – 1979. je provedena sveobuhvatna obnova katedrale, jer je postojala opasnost od urušavanja.
Godine 2002., Vatikan je izdvojio sredstva za obnovu katedrale, od napada termita, na drvo od kojega je građena. Potporu za obnovu, između ostalih, daje i Europski fond za razvoj. 